# Сэльвин, Осберт
Осберт Сэльвин (также Сальвин англ. Osbert Salvin) — английский натуралист. Известен, прежде всего, как соиздатель и соавтор энциклопедии «Biologia Centrali-Americana» (1879–1915), вместе с Фредериком Годменом, рассказывавшей о флоре и фауне Центральной Америки.

## Биография
Сэльвин был вторым сыном архитектора Энтони Сэльвина из Суссекса. Он учился в Вестминстерской школе и колледже Trinity Hall, диплом об окончании которого он получил в 1857 году. Вскоре после этого он отправился вместе со своим троюродным братом Генри Бэкером Тристрэмом в экспедицию в Тунис и восточный Алжир. Результаты поездки были опубликованы в журнале «The Ibis» в 1859 и 1860 годах. Осенью 1857 года он нанёс свой первый визит в Гватемалу, вернувшись оттуда с Годменом в 1861 году. Именно во время этой поездки была запланирована «Biologia Centrali-Americana».
В 1871 году он стал редактором журнала «The Ibis». Сэльвин был одним из соучредителей Британского союза орнитологов. Он написал статьи о колибри (Trochilidae) и буревестниковых (Procellariidae) в «Catalogue of Birds in the British Museum». Одной из его последних работ было пополнение «Coloured Figures of British Birds» (1897) лорда Лилфорда.
Сэльвин был членом Королевского, Линнеевского, Зоологического и Энтомологического обществ.
Медаль Годмена-Сэльвина — престижная премия Британского союза орнитологов — названа в честь него и Годмена.